# Karasuma-Oike (metropolitana di Kyoto)
Karasuma-Oike (烏丸御池駅?, Karasuma-Oike-eki) è una stazione della metropolitana di Kyoto che si trova nel quartiere di Nakagyō-ku, nel centro di Kyoto. La stazione è servita dalla linea Karasuma e linea Tōzai, gestite dall'Ufficio municipale dei trasporti di Kyoto. È l'unica stazione della metropolitana di Kyoto in cui si incontrano le due linee della rete ed è possibile effettuare l'interscambio.

## Struttura
La stazione è costituita dalle due canne sovrapposte delle due linee: la linea Karasuma a un livello superiore con due banchine laterali e due binari centrali, e la linea Tōzai in profondità con una piattaforma a isola centrale.
Linea Karasuma
| 1 | Linea Karasuma | per Shijō, Kyōto, Takeda, e Kintetsu-Nara |
| 2 | Linea Karasuma | per Kita-Ōji e Kokusai-kaikan             |

Linea Tōzai
| 1 | Linea Tōzai | per Nijō e Uzumasa Tenjingawa      |
| 2 | Linea Tōzai | per Misasagi, Rokujizō e Hama-Ōtsu |

## Stazioni adiacenti
| «              | Servizio       | »                    |
| Linea Karasuma | Linea Karasuma | Linea Karasuma       |
| -------------- | -------------- | -------------------- |
| Marutamachi    | -              | Shijō                |
| Linea Tōzai    |                |                      |
| Nijōjō-mae     | -              | Kyōto Shiyakusho-mae |